# 歌志内市立病院
歌志内市立病院（うたしないしりつびょういん）は、北海道歌志内市に所在する公立病院。

## 概要

### 診療科
- 内科
- 小児科

### 職員
- 職員数 - 24人（正職員のみ）
2018年4月1日現在

## 沿革
- 1963年（昭和38年）10月1日 - 歌志内市立病院が開設する。